# Physics Today
Physics Today est une publication de l'American Institute of Physics. Créée en 1948, elle est distribuée à environ 130 000 membres de diverses associations de physique, dont l'American Physical Society. Au cours de son histoire, plusieurs physiciens renommés tels Albert Einstein, Niels Bohr, et Richard Feynman, ont contribué à son contenu.  
Bien que son contenu soit scientifiquement rigoureux, la publication n'est pas une vraie revue académique telles Physical Review et Applied Physics Letters. Elle est un genre d'hybride mélangeant les articles généraux écrits par des experts et des entrefilets écrits par le personnel traitant, notamment, d'actualité et d'enjeux impliquant la communauté scientifique.